# 18 til I Die Tour
Il 18 til I Die Tour è stato un tour musicale di Bryan Adams a supporto del suo album 18 til I Die, svoltosi nel 1996 e 1997 con un pre-tour nel 1995.
Nel maggio del 1996 prende il via il 18 Til I Die Tour al Nurburgring in Germania suonando per una folla di oltre 60.000 persone.
Il tour, denominato anche Summer Of '96, fa tappa in diverse nazioni in Europa, dalla Germania alla Spagna per concludersi nel luglio 1996 presso il Wembley Stadium a Londra davanti a una folla di oltre 70.000 persone. Era il suo secondo concerto sold-out presso l'impianto inglese, è considerato come il suo più grande concerto di sempre in quanto fu trasmesso dal vivo per 25 paesi.
Il tour nel gennaio 1997 fa tappa in Nuova Zelanda, per poi passare in Australia e Giappone, per poi fare diverse date in Europa e terminare nel settembre del 1997 negli Stati Uniti d'America.
In Italia il tour arriva nel mese di maggio del 1997 per 4 date: Milano, Bolzano, Roma e Modena.

## Artisti d'apertura
Nel tour europeo Adams si avvale di alcune band di supporto quali:
- Melissa Etheridge
- Del Amitri
- Gin Blossoms

## Pre-Tour 1995 / 1996
| Numero | Data     | Luogo                                                   | Bandiera               | Nazione               |
| ------ | -------- | ------------------------------------------------------- | ---------------------- | --------------------- |
| 1      | 18/05/95 | Molson Amphitheatre, Toronto                            | Canada (bandiera)      | Canada                |
| 2      | 20/05/95 | Molson Amphitheatre, Toronto                            | Canada (bandiera)      | Canada                |
| 3      | 07/08/95 | The Bay 325 Anniversary, High River, AB                 | Canada (bandiera)      | Canada                |
| 4      | 19/09/95 | GM Place, Vancouver                                     | Canada (bandiera)      | Canada                |
| 5      | 20/09/95 | Waterstones, Library Square, Vancouver                  | Canada (bandiera)      | Canada                |
| 6      | 15/01/96 | Palladium, Ottawa                                       | Canada (bandiera)      | Canada                |
| 7      | 17/01/96 | Hamilton                                                | Canada (bandiera)      | Canada                |
| 8      | 22/01/96 | Celion Dion Show, Cannes                                | Francia (bandiera)     | Francia               |
| 9      | 26/03/96 | Brian Setzer Special, Park Plaza Hotel, Los Angeles, CA | Stati Uniti (bandiera) | Stati Uniti d'America |

## 18 Til I Die Tour 1996 / (summer of '96) - (date)
| Numero | Data     | Luogo                                                    | Bandiera               | Nazione               |
| ------ | -------- | -------------------------------------------------------- | ---------------------- | --------------------- |
| 10     | 25/05/96 | Rock Am Ring, Nurburgring                                | Germania (bandiera)    | Germania              |
| 11     | 26/05/96 | Rock Im Park, Monaco di Baviera                          | Germania (bandiera)    | Germania              |
| 12     | 01/06/96 | WXKS Kiss 100 Radio Show, Great Woods Center, Boston, MA | Stati Uniti (bandiera) | Stati Uniti d'America |
| 13     | 03/06/96 | David Letterman Show', New York, NY                      | Stati Uniti (bandiera) | Stati Uniti d'America |
| 14     | 04/06/96 | Today Show, New York, NY                                 | Stati Uniti (bandiera) | Stati Uniti d'America |
| 15     | 10/06/96 | Song Festival Ground, Tallinn                            | Estonia (bandiera)     | Estonia               |
| 16     | 12/06/96 | Ishallen Stadium, Helsinki                               | Finlandia (bandiera)   | Finlandia             |
| 17     | 15/06/96 | Globen, Stoccolma                                        | Svezia (bandiera)      | Svezia                |
| 18     | 17/06/96 | Parken Stadium, Copenaghen                               | Danimarca (bandiera)   | Danimarca             |
| 19     | 18/06/96 | Spektrum, Oslo                                           | Norvegia (bandiera)    | Norvegia              |
| 20     | 21/06/96 | Trabrennbahn, Amburgo                                    | Germania (bandiera)    | Germania              |
| 21     | 23/06/96 | Wild Park Stadium, Karlsruhe                             | Germania (bandiera)    | Germania              |
| 22     | 24/06/96 | Waldbuhne, Berlino                                       | Germania (bandiera)    | Germania              |
| 23     | 26/06/96 | Sports Forum, Chemnitz                                   | Germania (bandiera)    | Germania              |
| 24     | 28/06/96 | Georg Melches Stadion, Essen                             | Germania (bandiera)    | Germania              |
| 25     | 29/06/96 | De Kuip Stadium, Rotterdam                               | Paesi Bassi (bandiera) | Paesi Bassi           |
| 26     | 30/06/96 | St Jacob Stadium, Basilea                                | Svizzera (bandiera)    | Svizzera              |
| 27     | 03/07/96 | Vellodromo Anoeta, San Sebastián                         | Spagna (bandiera)      | Spagna                |
| 28     | 04/07/96 | Palau St Jordi, Barcellona                               | Spagna (bandiera)      | Spagna                |
| 29     | 07/07/96 | Central Stadium, Capodistria                             | Slovenia (bandiera)    | Slovenia              |
| 30     | 09/07/96 | JK Stadium, Katowice                                     | Polonia (bandiera)     | Polonia               |
| 31     | 11/07/96 | Eisstadion, Zell am See                                  | Austria (bandiera)     | Austria               |
| 32     | 12/07/96 | Flugfeld Festival, Wiener Neustadt                       | Austria (bandiera)     | Austria               |
| 33     | 14/07/96 | Werchter Festival. Werchter                              | Belgio (bandiera)      | Belgio                |
| 34     | 16/07/96 | The Point, Dublino                                       | Irlanda (bandiera)     | Irlanda               |
| 35     | 17/07/96 | The Point, Dublino                                       | Irlanda (bandiera)     | Irlanda               |
| 36     | 21/07/96 | SE & CC, Glasgow                                         | -                      | Regno Unito           |
| 37     | 22/07/96 | SE & CC, Glasgow                                         | -                      | Regno Unito           |
| 38     | 23/07/96 | McAlpine Stadium, Huddersfield                           | Regno Unito (bandiera) | Regno Unito           |
| 39     | 25/07/96 | Cardiff International Arena, Cardiff                     | -                      | Regno Unito           |
| 40     | 27/07/96 | Wembley Stadium, Londra                                  | Regno Unito (bandiera) | Regno Unito           |

## 18 Til I Die Tour 1997 - (date)
| Numero | Data     | Luogo                                       | Bandiera                    | Nazione               |
| ------ | -------- | ------------------------------------------- | --------------------------- | --------------------- |
| 41     | 24/01/97 | Queens Wharf, Wellington                    | Nuova Zelanda (bandiera)    | Nuova Zelanda         |
| 42     | 25/01/97 | Supertop, Auckland                          | Nuova Zelanda (bandiera)    | Nuova Zelanda         |
| 43     | 28/01/97 | Entertainment Centre, Townsville            | Australia (bandiera)        | Australia             |
| 44     | 29/01/97 | Entertainment Centre, Townsville            | Australia (bandiera)        | Australia             |
| 45     | 31/01/97 | Entertainment Centre, Brisbane              | Australia (bandiera)        | Australia             |
| 46     | 01/02/97 | Entertainment Centre, Newcastle             | Australia (bandiera)        | Australia             |
| 47     | 02/02/97 | Entertainment Centre, Newcastle             | Australia (bandiera)        | Australia             |
| 48     | 03/02/97 | Entertainment Centre, Sydney                | Australia (bandiera)        | Australia             |
| 49     | 04/02/97 | Entertainment Centre, Sydney                | Australia (bandiera)        | Australia             |
| 50     | 05/02/97 | Bruce Stadium, Canberra                     | Australia (bandiera)        | Australia             |
| 51     | 07/02/97 | Derwent Centre, Hobart, TZ                  | Australia (bandiera)        | Australia             |
| 52     | 08/02/97 | Silverdome, Launceston, TZ                  | Australia (bandiera)        | Australia             |
| 53     | 10/02/97 | Melbourne Park, Melbourne                   | Australia (bandiera)        | Australia             |
| 54     | 11/02/97 | Melbourne Park, Melbourne                   | Australia (bandiera)        | Australia             |
| 55     | 12/02/97 | Melbourne Park, Melbourne                   | Australia (bandiera)        | Australia             |
| 56     | 13/02/97 | Adelaide                                    | Australia (bandiera)        | Australia             |
| 57     | 15/02/97 | Perth                                       | Australia (bandiera)        | Australia             |
| 58     | 16/02/97 | Perth                                       | Australia (bandiera)        | Australia             |
| 59     | 02/03/97 | Narration project                           | Stati Uniti (bandiera)      | Stati Uniti d'America |
| 60     | 05/03/97 | Budokan, Tokyo                              | Giappone (bandiera)         | Giappone              |
| 61     | 06/03/97 | Budokan, Tokyo                              | Giappone (bandiera)         | Giappone              |
| 62     | 07/03/97 | Rainbow Hall, Nagoya                        | Giappone (bandiera)         | Giappone              |
| 63     | 09/03/97 | Marine Messe, Fukuoka                       | Giappone (bandiera)         | Giappone              |
| 64     | 11/03/97 | Castle Hall, Osaka                          | Giappone (bandiera)         | Giappone              |
| 65     | 12/03/97 | Castle Hall, Osaka                          | Giappone (bandiera)         | Giappone              |
| 66     | 14/03/97 | Yokohama Arena, Yokohama                    | Giappone (bandiera)         | Giappone              |
| 67     | 15/03/97 | Budokan, Tokyo                              | Giappone (bandiera)         | Giappone              |
| 68     | 20/03/97 | The Borderline, Londra                      | -                           | Regno Unito           |
| 69     | 28/03/97 | Kings Hall, Belfast                         | Irlanda del Nord (bandiera) | Irlanda del Nord      |
| 70     | 29/03/97 | The Point, Dublino                          | Irlanda (bandiera)          | Irlanda               |
| 71     | 01/04/97 | Newcastle Arena, Newcastle upon Tyne        | Regno Unito (bandiera)      | Regno Unito           |
| 72     | 02/04/97 | SE&CC, Aberdeen                             | -                           | Regno Unito           |
| 73     | 04/04/97 | Birmingham NEC, Birmingham                  | Regno Unito (bandiera)      | Regno Unito           |
| 74     | 05/04/97 | Cardiff International Arena, Cardiff        | -                           | Regno Unito           |
| 75     | 07/04/97 | Sheffield Arena, Sheffield                  | Regno Unito (bandiera)      | Regno Unito           |
| 76     | 08/04/97 | Nynex Arena, Manchester                     | Regno Unito (bandiera)      | Regno Unito           |
| 77     | 10/04/97 | Wembley Arena, Londra                       | Regno Unito (bandiera)      | Regno Unito           |
| 78     | 11/04/97 | Wembley Arena, Londra                       | Regno Unito (bandiera)      | Regno Unito           |
| 79     | 12/04/97 | Wembley Arena, Londra                       | Regno Unito (bandiera)      | Regno Unito           |
| 80     | 13/04/97 | Wembley Arena, Londra                       | Regno Unito (bandiera)      | Regno Unito           |
| 81     | 14/04/97 | Wembley Arena, Londra                       | Regno Unito (bandiera)      | Regno Unito           |
| 82     | 16/04/97 | Eilenreiderhalle, Hannover                  | Germania (bandiera)         | Germania              |
| 83     | 17/04/97 | Stadthalle, Rostock                         | Germania (bandiera)         | Germania              |
| 84     | 19/04/97 | Sporthalle, Colonia                         | Germania (bandiera)         | Germania              |
| 85     | 20/04/97 | Seidenstickerhalle, Bielefeld               | Germania (bandiera)         | Germania              |
| 86     | 21/04/97 | Schleyerhalle, Stoccarda                    | Germania (bandiera)         | Germania              |
| 87     | 23/04/97 | Festhalle, Francoforte sul Meno             | Germania (bandiera)         | Germania              |
| 88     | 24/04/97 | Kassel                                      | Germania (bandiera)         | Germania              |
| 89     | 25/04/97 | Oberfrankenhalle, Bayreuth                  | Germania (bandiera)         | Germania              |
| 90     | 26/04/97 | Olympiahalle, Monaco di Baviera             | Germania (bandiera)         | Germania              |
| 91     | 27/04/97 | Eispathalle, Memmingen                      | Germania (bandiera)         | Germania              |
| 92     | 30/04/97 | Vienna                                      | Austria (bandiera)          | Austria               |
| 93     | 01/05/97 | Eisstadion, Liebenau, Graz                  | Austria (bandiera)          | Austria               |
| 94     | 03/05/97 | Hallenstadion, Zurigo                       | Svizzera (bandiera)         | Svizzera              |
| 95     | 04/05/97 | Hallenstadion, Zurigo                       | Svizzera (bandiera)         | Svizzera              |
| 96     | 05/05/97 | Geneva Arena, Ginevra                       | Svizzera (bandiera)         | Svizzera              |
| 97     | 07/05/97 | Olympiahalle, Monaco di Baviera             | Germania (bandiera)         | Germania              |
| 98     | 09/05/97 | Forum, Milano                               | Italia (bandiera)           | Italia                |
| 99     | 10/05/97 | Palazzo Dello Sport, Bolzano                | Italia (bandiera)           | Italia                |
| 100    | 12/05/97 | Palaeur, Roma                               | Italia (bandiera)           | Italia                |
| 101    | 13/05/97 | Palasport Nuovo, Modena                     | Italia (bandiera)           | Italia                |
| 102    | 23/05/97 | Palacio De Deportes, Madrid                 | Spagna (bandiera)           | Spagna                |
| 103    | 24/05/97 | Murcia                                      | Spagna (bandiera)           | Spagna                |
| 104    | 26/05/97 | Coliseu Dos Recreios, Lisbona               | Portogallo (bandiera)       | Portogallo            |
| 105    | 27/05/97 | Coliseu Dos Recreios, Lisbona               | Portogallo (bandiera)       | Portogallo            |
| 106    | 30/05/97 | Flanders Expo, Gand                         | Belgio (bandiera)           | Belgio                |
| 107    | 31/05/97 | Flanders Expo, Gand                         | Belgio (bandiera)           | Belgio                |
| 108    | 01/06/97 | The Ahoy, Rotterdam                         | Paesi Bassi (bandiera)      | Paesi Bassi           |
| 109    | 02/06/97 | Eissporthalle Kockelscheuer. Lussemburgo    | Lussemburgo (bandiera)      | Lussemburgo           |
| 110    | 04/06/97 | Palais Omnisport De Bercy, Parigi           | Francia (bandiera)          | Francia               |
| 111    | 06/06/97 | The Valby, Copenaghen                       | Danimarca (bandiera)        | Danimarca             |
| 112    | 07/06/97 | Scandinavium, Göteborg                      | Svezia (bandiera)           | Svezia                |
| 113    | 09/06/97 | Hartwell Arena, Helsinki                    | Finlandia (bandiera)        | Finlandia             |
| 114    | 12/06/97 | Kremlin Palace Hall, Mosca                  | Russia (bandiera)           | Russia                |
| 115    | 17/06/97 | Kongresshalle, Schwerin                     | Germania (bandiera)         | Germania              |
| 116    | 18/06/97 | Stadhalle, Brema                            | Germania (bandiera)         | Germania              |
| 117    | 19/06/97 | Phillipshalle, Düsseldorf                   | Germania (bandiera)         | Germania              |
| 118    | 20/06/97 | Eisstadion, Mannheim                        | Germania (bandiera)         | Germania              |
| 119    | 22/06/97 | Schwabenhalle, Augusta                      | Germania (bandiera)         | Germania              |
| 120    | 24/06/97 | Forest National, Bruxelles                  | Belgio (bandiera)           | Belgio                |
| 121    | 26/06/97 | Sheffield Arena, Sheffield                  | -                           | Regno Unito           |
| 122    | 27/06/97 | Brighton Centre, Brighton                   | -                           | Regno Unito           |
| 123    | 28/06/97 | Westpoint, Exeter                           | -                           | Regno Unito           |
| 124    | 29/06/97 | Birmingham NEC, Birmingham                  | -                           | Regno Unito           |
| 125    | 05/08/97 | Photo shoot, Los Angeles                    | Stati Uniti (bandiera)      | Stati Uniti d'America |
| 126    | 14/08/97 | Van Andel Arena, Grand Rapids, MI           | Stati Uniti (bandiera)      | Stati Uniti d'America |
| 127    | 15/08/97 | Riverbend Music Center, Cincinnati, OH      | Stati Uniti (bandiera)      | Stati Uniti d'America |
| 128    | 16/08/97 | Pine Knob Theater, Detroit, MI              | Stati Uniti (bandiera)      | Stati Uniti d'America |
| 129    | 17/08/97 | Starlake Amphitheatre, Pittsburgh, PN       | Stati Uniti (bandiera)      | Stati Uniti d'America |
| 130    | 19/08/97 | Hershey Park Arena, Hershey, PN             | Stati Uniti (bandiera)      | Stati Uniti d'America |
| 131    | 20/08/97 | Sony Center, Camden, NJ                     | Stati Uniti (bandiera)      | Stati Uniti d'America |
| 132    | 21/08/97 | Montage Mountain, Scranton, PN              | Stati Uniti (bandiera)      | Stati Uniti d'America |
| 133    | 23/08/97 | Great Woods Center, Boston, MA              | Stati Uniti (bandiera)      | Stati Uniti d'America |
| 134    | 24/08/97 | NY State Fair, Syracuse, NY                 | Stati Uniti (bandiera)      | Stati Uniti d'America |
| 135    | 25/08/97 | Blossom Music Center, Cleveland, OH         | Stati Uniti (bandiera)      | Stati Uniti d'America |
| 136    | 26/08/97 | Molson Ampitheatre, Toronto, On             | Canada (bandiera)           | Canada                |
| 137    | 27/08/97 | Molson Center, Montréal, Québec             | Canada (bandiera)           | Canada                |
| 138    | 29/08/97 | PNC Bank Arts Center, Holmdel, NJ           | Stati Uniti (bandiera)      | Stati Uniti d'America |
| 139    | 30/08/97 | Jones Beach Amphitheatre, Wantagh, New York | Stati Uniti (bandiera)      | Stati Uniti d'America |
| 140    | 01/09/97 | Riverfront Park, Nashville, Tennessee       | Stati Uniti (bandiera)      | Stati Uniti d'America |

## Band di supporto
- Bryan Adams - Cantante, Chitarra ritmica e solista
- Keith Scott - Chitarra solista, Cori
- Mickey Curry - Batteria, Percussioni, Cori
- Tommy Mandel - Pianoforte, Tastiere, Cori
- Dave Taylor - Basso, Cori
- Danny Cummings - Strumenti a percussione, Cori

## Lista delle canzoni
La setlist di Bryan Adams al Wembley Stadium di Londra del 27 luglio 1996 :
- The Only Thing That Looks Good on Me Is You
- Do to You
- Kids Wanna Rock
- Can't Stop This Thing We Started
- This Time
- 18 til I Die
- Have You Ever Really Loved a Woman?
- Touch the Hand
- Cuts Like a Knife
- It's Only Love

(with Melissa Etheridge)
- Somebody
- (Everything I Do) I Do It for You
- Run to You
- Summer of '69
- There Will Never Be Another Tonight

B-Stage
- Seven Nights to Rock

(Moon Mullican cover)
- (I Wanna Be) Your Underwear
- Wild Thing (Chip Taylor)

(The Wild Ones cover)
- It Ain't a Party... If You Can't Come 'Round
- She's Only Happy When She's Dancin'

Encore:
- Summer of '69
- All for Love
- Let's Make a Night to Remember
- I Fought the Law

(The Crickets cover)
- Heaven